# Ives-Stilwell-Experiment

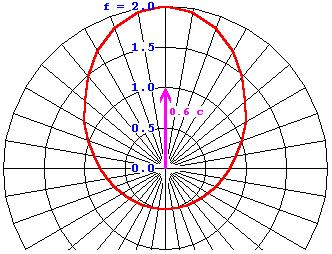
Der relativistische Dopplereffekt wurde mit dem Ives-Stilwell-Experiment und ähnlichen Experimenten gemessen.

Das Ives-Stilwell-Experiment war das erste Experiment, mit dem der transversale Dopplereffekt und somit die aus der speziellen Relativitätstheorie folgende Zeitdilatation direkt nachgewiesen werden konnte. Zusammen mit dem Michelson-Morley-Experiment und dem Kennedy-Thorndike-Experiment ist es eines der grundlegenden Experimente der speziellen Relativitätstheorie, aus denen die gesamte Theorie hergeleitet werden kann.
Ähnliche Experimente zur Messung des relativistischen Dopplereffekts sind die Mößbauer-Rotor-Experimente und moderne Ives-Stilwell-Experimente in Speicherringen. Eine andere Methode ist die Messung der Zeitdilatation bewegter Teilchen. (vgl. auch Tests der speziellen Relativitätstheorie).

## Ives-Stilwell-Experiment

### Geschichte
Joseph Larmor (1900) und Hendrik Antoon Lorentz (1904) stellten die Lorentz-Transformation auf, um die Unentdeckbarkeit eines ruhenden Äthers zu erklären. Dabei bemerkte Larmor, dass die veränderte Zeitkoordinate so verstanden werden kann, dass Prozesse bei bewegten Objekten im Äther langsamer ablaufen. Albert Einstein (1905) konnte zeigen, dass dieser Effekt eine notwendige Konsequenz der aus dem Relativitätsprinzip und der Konstanz der Lichtgeschwindigkeit gefolgerten Relativität der Zeit ist, und nichts mit einem Äther zu tun hat. Die Zeitdilatation führt nach Einstein zu einer Modifikation des longitudinalen Dopplereffekts, wobei zusätzlich ein Effekt in transversaler Richtung auftritt. 1907 schlug Einstein ein Experiment mit Hilfe des von Kanalstrahlen emittierten Lichtes vor, um diesen Effekt nachzuweisen.
Erst 1938 konnten die damit zusammenhängenden technischen Probleme durch Herbert E. Ives und G. R. Stilwell überwunden werden. Es ergab sich nun ein positiver Effekt, der der Vorhersage der speziellen Relativitätstheorie entsprach. 1941 führten sie das Experiment mit größerer Genauigkeit noch einmal durch. Ives selbst war übrigens ein Gegner der Relativitätstheorie und verwies auf die Bestätigung des „Äthers von Larmor und Lorentz“. Diese Theorie ist jedoch, im Vergleich zur speziellen Relativitätstheorie, konzeptionell überholt und wird nicht mehr in Betracht gezogen.
Experimente dieser Art werden in teils veränderter Form bis heute wiederholt. Beispielsweise von Otting (1939) oder Mandelberg et al. (1962).
Während bei diesem Test der transversale Dopplereffekt aus dem longitudinalen sozusagen herausgefiltert wurde, konnte 1979 auch ein „rein transversaler“ Test durchgeführt werden.

### Durchführung

Ives-Stilwell-Experiment (1938), womit der Dopplereffekt von Licht, erzeugt durch Kanalstrahlen, ausgewertet wurde.

Ives verzichtete darauf, den durch die Zeitdilatation verursachten transversalen Dopplereffekt
{\displaystyle f_{\rm {B}}=f_{\rm {S}}{\sqrt {1-{\frac {v^{2}}{c^{2}}}}}},
im rechten Winkel zur Bewegungsrichtung der Kanalstrahlen zu beobachten, da ein Einfluss des longitudinalen Dopplereffekts kaum auszuschließen war. Deswegen entwickelte er eine Methode, um den transversalen Dopplereffekt in longitudinaler Ausbreitungsrichtung der Kanalstrahlen zu beobachten. Dabei werden drei Lichtstrahlen verglichen, die aus unbewegten, sich nähernden, und sich entfernenden Kanalstrahlen stammen.
Gemäß klassischem Dopplereffekt müssten die Frequenzen von sich in- und entgegen der Bewegungsrichtung ausbreitendem Licht um {\displaystyle f'/f=c/(c\pm v)} verschoben sein, wo c die Lichtgeschwindigkeit und v die Geschwindigkeit der Kanalstrahlen ist. Wenn dies auf die Wellenlängen übertragen wird, ergibt der klassische Dopplereffekt rot- und blauverschobene Wellenlängen mit den Werten {\displaystyle 1+v/c} und {\displaystyle 1-v/c}. Wenn alle drei Wellenlängen (rotverschobene, blauverschobene, unveränderte) auf einer linearen Skala markiert werden, müssten diese Wellenlängen gemäß der klassischen Theorie in völlig gleichen Abständen zu finden sein.
Berücksichtigt man jedoch die Zeitdilatation, müssten die beiden äußeren Markierungen (bezüglich der unbewegten zentralen Markierung) etwas verschoben sein. Diese Verschiebung müsste exakt derjenigen entsprechen, welche auch in transversaler Richtung auftreten würde. Ives und Stilwell fanden tatsächlich eine signifikante Verschiebung des Schwerpunkts der drei Markierungen, in Übereinstimmung mit dem relativistischen Dopplereffekt mit einer maximalen Abweichung von 10−2.

## Mößbauer-Rotor-Experiment

### Relativistischer Dopplereffekt

Das Kündig-Experiment (1963). Ein ^{57}Fe Mößbauerabsorber wurde 9,3 cm entfernt von der Achse eines ultrazentrifugalen Rotors, und eine ^{57}Co-Quelle wurde in der Mitte des Rotors auf einem Piezoelektrischen Transformator (PZT) montiert. Während der Rotation verloren Quelle und Absorber ihre Resonanz. Die Quelle wurde dabei zusätzlich relativ zum Absorber in Bewegung versetzt, sodass sie sich abwechselnd entfernte und annäherte.

Ein genauerer Nachweis des relativistischen Dopplereffekts gelang in den 1960ern mit den Mößbauer-Rotor-Experimenten. Von einer Quelle, angebracht in der Mitte einer rotierenden Scheibe, werden Gammastrahlen an einen Empfänger am Rand gesendet (wobei Spielarten davon auch umgekehrt angeordnet waren), wobei hinter dem Rand ein stationärer Zähler positioniert wurde. Aufgrund der Rotationsgeschwindigkeit des Empfängers sinkt die charakteristische Absorptionsfrequenz, wenn ein transversaler Dopplereffekt vorliegt, wodurch die Transmission von Gammastrahlen durch den Absorber ansteigt. Tatsächlich konnte ein solcher Effekt unter Benutzung des Mößbauer-Effekts nachgewiesen werden. Die maximale Abweichung lag bei 10−5, während sie bei den Ives-Stilwell-Experimenten noch bei 10−2 lag. Solche Experimente wurden von Hay et al. (1960), Champeney et al. (1963, 1965),
und Kündig (1963),
durchgeführt.

### Isotropie der Lichtgeschwindigkeit
Mößbauer-Rotor-Experimente wurden ebenfalls dazu benutzt, um eine mögliche Anisotropie der Lichtgeschwindigkeit bzw. einen Ätherwind im Sinne des Michelson-Morley-Experiments festzustellen. Dies beruht darauf, dass der Ätherwind einen störenden Einfluss auf die Absorptionsfrequenz haben müsste. Es ergab sich – wie in allen anderen Ätherdriftexperimenten – ein negatives Resultat, wobei die Genauigkeit eine maximale Ätherdrift von 3–4 m/s zuließ. Dazu zählen die Experimente von Champeney und Moon (1961),
Champeney et al. (1963) und Turner & Hill (1964).

## Moderne Experimente

### Schnell bewegte Uhren
Mit modernen Experimentalanordnungen, die eine gewisse Ähnlichkeit mit den Ives-Stilwell-Experimenten besitzen, wird eine weit größere Genauigkeit erzielt. Dabei werden beispielsweise Lithiumionen, deren ausgesandte Frequenzen genau bestimmbar sind und die somit als optische Atomuhren fungieren, in Schwerionenspeicherringen wie dem Testspeicherring im Max-Planck-Institut für Kernphysik (MPIK), auf 3–6 % der Lichtgeschwindigkeit beschleunigt. Der dabei auftretende Dopplereffekt wird ausgewertet, wofür Sättigungsspektroskopie angewendet wird.
| Autor            | Jahr | maximale Abweichung von der Zeitdilatation |
| ---------------- | ---- | ------------------------------------------ |
| Grieser et al.   | 1994 | {\displaystyle \leq 1\times 10^{-6}}       |
| Saathoff et al.  | 2003 | {\displaystyle \leq 2{,}2\times 10^{-7}}   |
| Reinhardt et al. | 2007 | {\displaystyle \leq 8{,}4\times 10^{-8}}   |

### Langsam bewegte Uhren
Inzwischen ist es gelungen, die Zeitdilatation optischer Atomuhren auch bei alltäglichen Geschwindigkeiten nachzuweisen. Chou et al. (2010) benutzten dafür Aluminiumionen, die in einem 75 m langen, phasenstabilisierten Lichtwellenleiter hin und her bewegt wurden, und Signale einer bestimmten Frequenz übermittelten, wobei die Genauigkeit dieser Uhren ∼10−17 betrug. Dadurch konnte die bei Geschwindigkeiten von unter 36 km/h (< 10 m/s) auftretende Verschiebung von ∼10−16 gemäß der relativistischen Zeitdilatation, durch Vergleich der Frequenz von bewegten und ruhenden Ionen gemessen werden.